# Dassault-Breguet Super Étendard

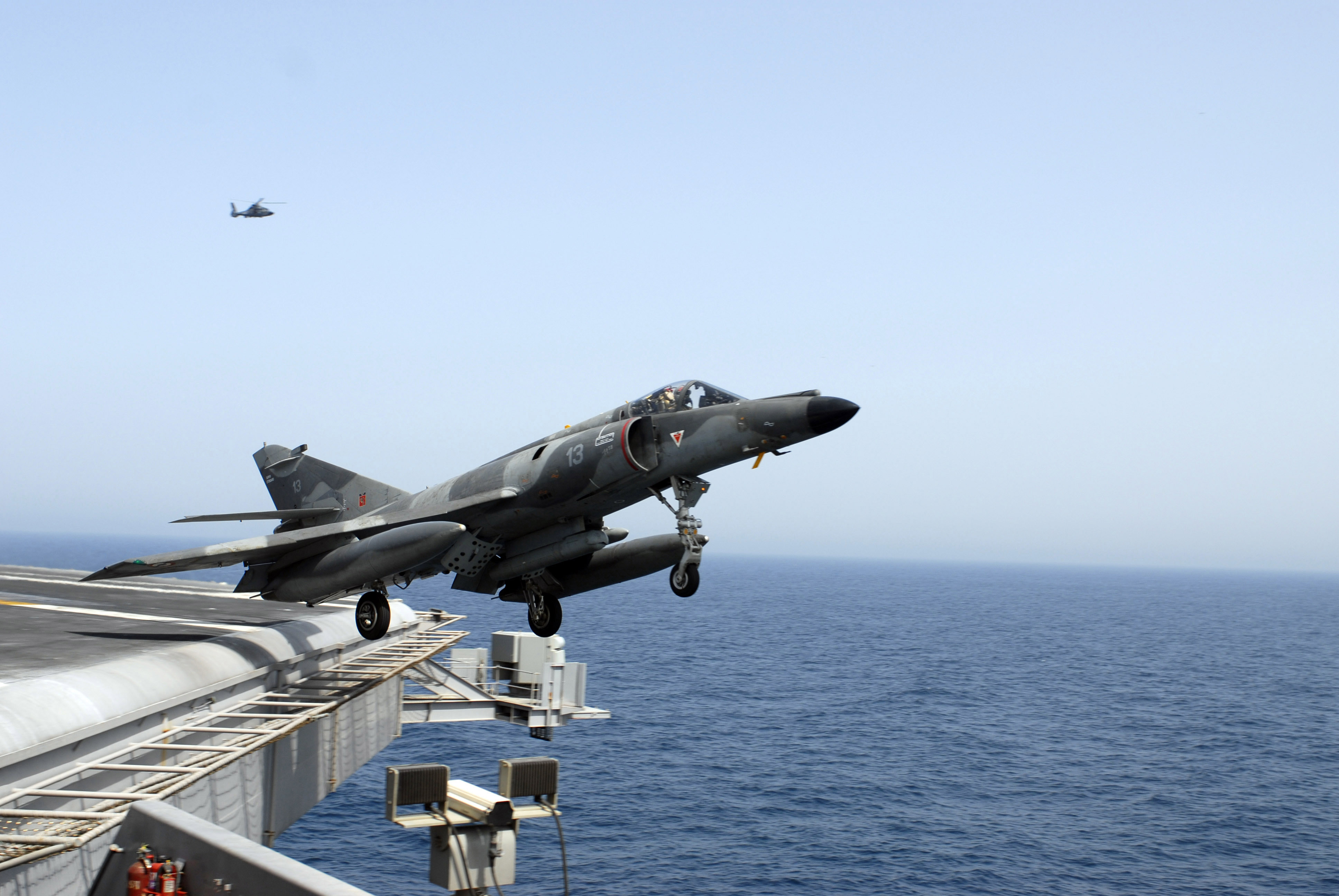
Super Étendard decolează de pe portavionul american USS John C. Stennis CVN-74.

Dassault-Breguet Super Étendard este un avion de bombardament/atac la sol francez ambarcat pe portavion.